# Casey Printers
(en) Statistiques sur statscrew
Casey Printers, né le 16 mai 1981, est un joueur américain de football canadien et de football américain qui joue à la position de quart-arrière (quarterback en Europe).

## Biographie

### Carrière scolaire et universitaire
Casey Printers nait à DeSoto au Texas et fréquente la DeSoto High School de sa ville natale. Il commence sa carrière universitaire à l'université chrétienne du Texas de Fort Worth avec lesquels il participe à deux éditions du Mobile Alabama Bowl. En 2002 il demande son transfert à l'université A&M de Floride où il est membre de l'équipe de football américain des Rattlers.

### Lions de la Colombie-Britannique
Après avoir été ignoré au repêchage 2002 de la NFL, Printers signe avec les Lions de la Colombie-Britannique avec lesquels il est le troisième quart-arrière, voyant très peu d'action en 2003. Cela change cependant l'année suivante, quand Dave Dickenson est blessé et Printers devient titulaire. Il réussit une saison exceptionnelle, gagnant plus de 5 000 verges par la passe, en ajoutant près de 500 par la course, ce qui lui vaut le titre de joueur par excellence de la saison. Dans les éliminatoires, Printers a cependant moins de chance, étant blessé lors de la finale de l'Ouest remportée par les Lions, et ne participant pas au match de la coupe Grey. Ses récriminations sur le fait de ne pas avoir été employé dans le match ultime commencent à lui donner la réputation d'un individualiste en non d'un joueur d'équipe.
La saison suivante, en 2005, n'est pas à la hauteur de la précédente, Printers étant ennuyé par des blessures et étant constamment en lutte avec Dickenson pour le poste de quart titulaire.

### Essai dans la NFL
En vue de la saison 2006, Printers refuse une prolongation de contrat pourtant lucrative des Lions et signe avec les Chiefs de Kansas City de la NFL en janvier. Avec un camp d'entraînement pas à la hauteur des attentes, Printers est libéré, puis réintégré un peu plus tard dans l'alignement des Chiefs, mais n'entre pas en jeu durant la saison.
En 2007, Printers est libéré par les Chiefs avant le début de la saison.

### Tiger-Cats de Hamilton
Peu après sa libération des Chiefs, Printers signe avec les Tiger-Cats de Hamilton un contrat qui lui rapporte 500 000 dollars par saison, faisant de lui le joueur le mieux payé de la Ligue canadienne de football. Il rejoint le club à la mi-saison et remplace Jason Maas comme titulaire. Cependant, les résultats sont loin d'être à la hauteur des attentes. Printers est souvent ennuyé par les blessures, et même quand il joue il complète seulement 53 % de ses passes et lance 6 passes de touché contre 14 interceptions sur les saisons 2007 et 2008. Les Tiger-Cats finissent par le libérer en février 2009.

### Retour avec les Lions
Après avoir passé plusieurs mois sans contrat, Printers signe avec son ancien club, les Lions de la Colombie-Britannique en septembre 2009. Il est utilisé pour suppléer aux absences de Buck Pierce et Jarious Jackson, blessés. Il joue de nouveau la saison suivante, étant titulaire pour trois matchs, mais les Lions le libèrent en octobre. Ce congédiement survient à la suite d'une passe lancée par Printers à la fin d'un match serré contre Winnipeg, passe interceptée pour un touché qui coûte le match aux Lions. Le comportement de Printers, qui jette son casque au sol et enguirlande vertement un coéquipier, est la goutte d'eau qui fait déborder le vase et mène à la fin peu glorieuse de sa carrière dans la LCF.

### Indoor Football League
Casey Printers retrouve un emploi en 2012 quand il se joint aux Wranglers d'Allen (Texas), une franchise de football américain en salle (en) de la Indoor Football League.

### Carrière subséquente
Casey Printers mène également une carrière de conférencier motivateur.

## Trophées et honneurs
- Joueur par excellence de la Ligue canadienne de football : 2004[13]
- Trophée Jeff-Nicklin (joueur par excellence de la division Ouest) : 2004[14]
- Équipe d'étoiles de la Ligue canadienne de football : 2004[15]
- Équipe d'étoiles de la division Ouest de la LCF : 2004[16]